# Lapenche
Lapenche är en kommun i departementet Tarn-et-Garonne i regionen Occitanien i södra Frankrike. Kommunen ligger i kantonen Montpezat-de-Quercy som tillhör arrondissementet Montauban. År 2022 hade Lapenche 282 invånare.

## Befolkningsutveckling
Antalet invånare i kommunen Lapenche
| Referens: INSEE |